# Arnold Hirtz
Arnold Hirtz (né le 2 septembre 1910 à Zurich, où il est mort le 1er mars 1993) est un joueur professionnel suisse de hockey sur glace.

## Carrière
Arnold Hirtz fait sa carrière de joueur à l'Akademischer EHC Zürich puis au Grasshopper Club Zurich,.
Arnold Hirtz participe avec l'équipe nationale aux Jeux olympiques de 1936 et aux championnats du monde de hockey sur glace 1933, 1934, 1935 et 1937.